# Tie Break
Tie Break é uma boy band austríaca. 
Esta banda venceu a final austríaca para o Festival Eurovisão da Canção 2004 interpretando o tema "Du bist" (Tu és). Venceram a competição derrotando a  banda Waterloo & Robinson. A sua vitória foi controversa já que a banda derrotada argumentou que a canção durava mais que os três minutos permitidos pelo concurso. Contudo o protesto não foi atendido e representaram a Áustria na referida competição, terminando em 21º lugar e 9 pontos (entre os 24 países presentes na final).

## Membros da banda
A banda é composta por: 
- Tommy Pegram
- Stefan di Bernardo
- Thomas Elzenbaumer